# 라이스 크리스천
라이스 크리스천(Rice Christian)이라는 표현은 종교적인 이유보다는 물질적인 이득을 위해 기독교로 공식적으로 개종한 사람을 묘사하는 데 사용되는 경멸적인 표현이다. 메리엄-웹스터 사전은 이를 "개인적인 확신이 아니라 음식, 의료 서비스 또는 기타 이득에 대한 욕구 때문에 세례를 받는 기독교 개종자"라고 정의한다.
마찬가지로, 인도에서는 쌀 부대 또는 쌀 부대 개종자라는 용어가 기독교인들을 겨냥한 경멸적인 표현으로 사용되며, 대상이 쌀 한 부대를 위해 기독교로 개종했다고 주장한다. 이 용어는 종종 인도의 우익 힌두트바 단체에서 사용된다.
이러한 상황에 있는 사람들이 자선이나 물질적인 발전을 받기 위해 명목상 기독교로 개종할 뿐이라는 우려가 기독교 선교사들과 기독교 선교에 반대하는 사람들 모두에게서 제기되었다.

## 역사
이 개념의 가장 초기 영어 사례 중 하나는 윌리엄 댐피어가 통킹 사람들을 개종시키려는 프랑스 신부들의 노력에 대해 "쌀을 통한 자선이 그들의 설교보다 더 많은 사람들을 개종시켰다"고 쓴 1689년에 나타났다.
이 용어와 주제는 토마스 헤일 주니어가 매우 광범위하게 다루었다. 그는 1986년 첫 저서 『염소가 비파나무를 먹지 못하게 하라』에서 이 주제를 소개했으며, 1995년 저서 『선교사가 되는 것에 대하여』에서 자신의 작업을 요약하며 선교의 모범 사례에 대해 연설하고 가르쳤다. 이 용어는 또한 빈곤과 기근을 착취하고, 개종의 대가로 음식과 다른 유혹을 제공하는 선교사들에 의한 개종을 경멸적으로 묘사하는 데 사용되기도 했다. 2011년 세계 교회 협의회에서 발행한 문서 『다종교 세계에서의 기독교 증언: 행동 권고』에서는 "만약 기독교인들이 기만과 강압적인 수단을 사용하여 부적절한 선교 방식을 취한다면, 그들은 복음을 배신하고 다른 사람들에게 고통을 줄 수 있다"고 명시하고 있다. 이 문서의 원칙 4와 5는 "교육, 의료, 구호 서비스 제공 및 정의와 옹호를 위한 행동과 같은 봉사 행위는 복음 증언의 필수적인 부분이다. 빈곤과 궁핍의 상황을 착취하는 것은 기독교 봉사 활동에서 설 자리가 없다. 기독교인들은 봉사 활동에서 금전적 인센티브와 보상을 포함한 모든 형태의 유혹을 비난하고 삼가야 한다... 그들은 이러한 사역을 수행하면서 인간 존엄성을 전적으로 존중하고 사람들의 취약성과 치유에 대한 필요가 착취되지 않도록 해야 한다."고 명시하고 있다. 이러한 권고는 소위 가짜 신자를 양산하는 잘못된 개종을 방지하기 위한 것으로 여겨진다.

## 같이 보기
- 노란 지팡이의 종교
- 아시아의 기독교
- 기독교 선교
- 수피즘